# Йотоко (город)
Йотоко (исп. Yotoco) — город и муниципалитет на западе Колумбии, на территории департамента Валье-дель-Каука. Входит в состав Центрального субрегиона.

## История
Поселение, из которого позднее вырос город, было основано 15 сентября 1622 года. Муниципалитет Йотоко был выделен в отдельную административную единицу в 1868 году.

## Географическое положение

Муниципалитет Йотоко

Город расположен в центральной части департамента, в гористой местности Западной Кордильеры, к западу от реки Каука, на расстоянии приблизительно 41 километра к северо-северо-востоку (NNE) от города Кали, административного центра департамента. Абсолютная высота — 956 метров над уровнем моря.
Муниципалитет Йотоко граничит на северо-западе с территорией муниципалитета Риофрио, на западе — с муниципалитетом Дарьен, на юго-западе — с муниципалитетом Рестрепо, на юге — с муниципалитетом Вихес, на юго-востоке — с муниципалитетами Эль-Серрито и Гуакари, на востоке — с муниципалитетом Буга, на северо-востоке — с муниципалитетами Сан-Педро и Тулуа. Площадь муниципалитета составляет 873 км².

## Население
По данным Национального административного департамента статистики Колумбии, совокупная численность населения города и муниципалитета в 2015 году составляла 16 263 человека.
Динамика численности населения муниципалитета по годам:
| 2005   | 2006   | 2007   | 2008   | 2009   | 2010   | 2011   | 2012   | 2013   | 2014   | 2015   |
| ------ | ------ | ------ | ------ | ------ | ------ | ------ | ------ | ------ | ------ | ------ |
| 15 563 | 15 614 | 15 687 | 15 757 | 15 829 | 15 900 | 15 974 | 16 045 | 16 119 | 16 199 | 16 263 |

Согласно данным переписи 2005 года мужчины составляли 50,3 % от населения Йотоко, женщины — соответственно 49,7 %. В расовом отношении белые и метисы составляли 86,7 % от населения города; негры, мулаты и райсальцы — 13 %; индейцы — 0,3 %.
Уровень грамотности среди всего населения составлял 88 %.

## Экономика
56,5 % от общего числа городских и муниципальных предприятий составляют предприятия торговой сферы, 33,1 % — предприятия сферы обслуживания, 9,6 % — промышленные предприятия, 0,8 % — предприятия иных отраслей экономики.

## Транспорт
Через город проходит национальное шоссе № 23 (исп. Ruta Nacional 23).